# Ketonurie

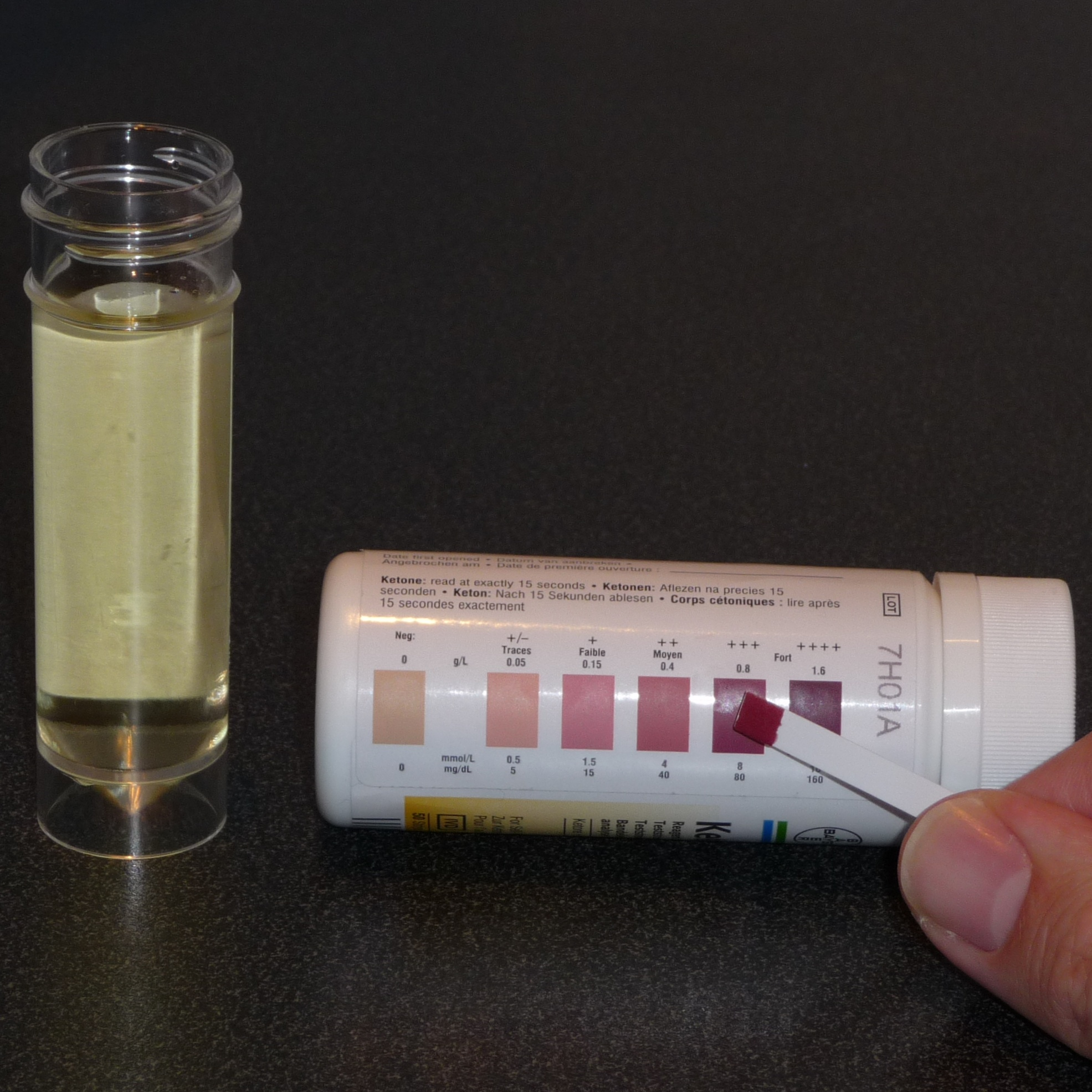
Test auf Ketokörper im Urin

Als eine Ketonuriewird das Auftreten übernormaler Mengen von Ketokörpern (Acetessigsäure und Betahydroxybuttersäure) oder Aceton als dem einfachsten Keton im Urin bezeichnet. Sie kann dort mittels Teststreifen nachgewiesen werden.
Gesunde können eine Ketonurie vorübergehend bei katabolem Stoffwechsel – wie nach großer körperlicher Anstrengung oder längerem Hungern – aufweisen. Ansonsten zeigen sich Urin-Ketone bei
- Fieber,
- größeren Verletzungen oder Operationen,
- längerdauerndem Erbrechen (wie bei einer Hyperemesis gravidarum),
- großem Fettanteil in der Ernährung oder
- Stoffwechselstörungen wie Insulinmangel (Diabetes mellitus) oder erhöhter Glucagonkonzentration.

Bei Kindern ist eine Ketonurie sehr viel häufiger als bei Erwachsenen. Bei akuten Infekten, die bei Kindern häufig mit Appetitlosigkeit, Erbrechen und/oder Durchfall einhergehen, kann es durch Kohlenhydrat- und Flüssigkeitsmangel zu einer Ketonämie und Ketonurie kommen, was durch orale oder evtl. intravenöse Einnahme von Flüssigkeiten und Kohlenhydraten behoben werden kann. Zu unterscheiden ist diese Situation von dem azetonämischen Erbrechen, das bei manchen Kindern – vorwiegend bei Mädchen – vorkommt: Dabei geht eine Ketonämie dem Erbrechen voraus, andererseits folgt jedoch auch auf eine Gabe kohlenhydratreicher Getränke erneutes Erbrechen. Im Fall einer Klinikeinweisung wird auch eine Differenzialdiagnose zu einer diabetischen Ketoazidose gestellt. Azetonämische Brechattacken treten normalerweise nach Beginn der Pubertät nicht mehr auf.
Bei Diabetikern ist Ketonurie Zeichen einer unzureichenden Therapie. Bei Neugeborenen lässt sie an eine schwerwiegende Stoffwechselkrankheit denken, da stoffwechselgesunde Neugeborene selbst bei ausgeprägter Ketonämie kaum einmal eine Ketonurie aufweisen.